# Sindou
Sindou, im Südwesten Burkina Fasos gelegen, ist der Hauptort der Provinz Léraba und hat 18.484 Einwohner. Touristisch interessant sind die nahe gelegenen Pics de Sindou sowie der Tena Kourou, der höchste Berg des Landes.